# یواس‌اس ویندلاس (ای‌آراس (دی)-۴)
یواس‌اس ویندلاس (ای‌آراس(دی)-۴) (به انگلیسی: USS Windlass (ARS(D)-4)) یک کشتی بود که طول آن ۲۲۴ فوت ۹ اینچ (۶۸٫۵۰ متر) بود. این کشتی در سال ۱۹۴۵ ساخته شد.